# Aquaspirillum bengal
Espèce
Aquaspirillum bengal est une espèce du genre Aquaspirillum. Ce sont des bactéries à gram négatif de forme hélicoïdale mobiles par un faisceau de flagelles. Cette espèce pourrait n'être qu'un biovar ou une sous-espèce de l'espèce type Aquaspirillum serpens.

## Taxonomie
L'espèce Aquaspirillum bengal a été décrite en 1974 avec l'isolement dans les eaux douces d'un étang du Bengale occidental de la souche type de cette nouvelle espèce. Sa caractérisation biochimique et morphologique a permis de la classer dans le genre Aquaspirillum,.
Des études d'hybridation ADN-ADN en technique Slot Blot mettent un doute sur son assignation en tant qu'espèce à part entière et elle pourrait n'être qu'un biovar ou une sous-espèce d'Aquaspirillum serpens.

### Étymologie
L'étymologie du nom de genre Aquaspirillum est basée sur le mot aqua et se résume ainsi : A.qua.spi.ril.lum. L. fem. n. aqua, eau; Gr. fem. n. speîra, une spiralle; N.L. neut. dim. n. spirillum, une petite spiralle; N.L. neut. dim. n. Aquaspirillum, Une petite spiralle aquatique. L'étymologie de l'épithète caractéristique de cette espèce est ben’gal. N.L. fem. n. bengal, du Bengale où l'espèce a été isolée en premier.

## Description
Aquaspirillum bengal est une bactérie aérobie hélicoïdale de diamètre 0,9 µm à 1,2 µm très similaire à l'espèce A. serpens. Elle est mobile par un faisceau de flagelles. Par rapport aux autres espèces du même genre, elle dispose de caractéristiques lui permettant d'être identifiée telles que sa croissance qui est optimale à une température de 41 °C et sa capacité à former des pigments en présence d'acides aminés aromatiques. Elle n'est pas capable de croître en anaérobie avec du nitrate. Elle peut être cultivée sur milieu triple sugar iron et milieu de Seller mais sur EMB ou miliue de MacConkey. Elle a une composition en bases GC de 51% et elle est catalase, oxydase et phosphatase positive et indole négative. Elle n'est pas capable de croître en présence de 1% de NaCl et ne peut pas hydrolyser la caséine, l'amidon, l'hippurate ou l'esculine. Sa souche type est la souche ATCC 27641,.